# Phoroncidia oahuensis
Phoroncidia oahuensis là một loài nhện trong họ Theridiidae.
Loài này thuộc chi Phoroncidia. Phoroncidia oahuensis được Eugène Simon miêu tả năm 1900.